# Claire Chapotot
Claire Chapotot (* 30. Januar 1990 in Gap) ist eine ehemalige französische Snowboarderin. Sie startete in der Disziplin Snowboardcross.

## Werdegang
Chapotot, die für den SC Le Grand Bornand startete, nahm im Januar 2006 in Vars erstmals am Europacup teil und errang dabei den 29. Platz im Snowboardcross. In den folgenden Jahren belegte sie bei den Juniorenweltmeisterschaften 2007 in Bad Gastein den 34. Platz im Parallel-Riesenslalom sowie den 26. Rang im Parallelslalom und bei den Juniorenweltmeisterschaften 2008 in Chiesa in Valmalenco den 37. Platz im Parallel-Riesenslalom, den 25. Rang im Parallelslalom sowie den 12. Platz im Snowboardcross. In der Saison 2008/09 wurde sie mit drei ersten Plätzen Vierte in der Snowboardcrosswertung des Europacups. Ihr Debüt im Snowboard-Weltcup gab sie im Januar 2009 in Bad Gastein, wo sie die Plätze 33 und 27 belegte. Bei der Winter-Universiade 2009 in Harbin gewann sie die Goldmedaille im Snowboardcross. Zudem errang sie dort den 13. Platz im Parallel-Riesenslalom. Bei den folgenden Juniorenweltmeisterschaften 2009 in Nagano wurde sie Fünfte im Snowboardcross. Bei ihrer einzigen Olympiateilnahme im Februar 2010 in Vancouver errang sie den 13. Platz im Snowboardcross. In der Saison 2010/11 erreichte sie mit Platz neun beim Weltcup im Stoneham ihre erste von insgesamt fünf Top-Zehn-Platzierungen im Weltcup. Zudem wurde sie bei den Snowboard-Weltmeisterschaften 2011 in La Molina Sechste und holte bei der Winter-Universiade 2011 in Erzurum die Silbermedaille im Snowboardcross. In der folgenden Saison erreichte sie mit zwei achten Plätzen ihre beste Einzelplatzierung im Weltcup und zum Saisonende mit dem 12. Platz im Snowboard-Weltcup ihr bestes Gesamtergebnis im Weltcup. Bei den Weltmeisterschaften im Januar 2013 in Stoneham kam sie auf den 29. Platz. Ihren 35. und damit letzten Weltcup absolvierte sie im März 2014 in La Molina, welchen sie auf dem 16. Platz beendete.

## Teilnahmen an Weltmeisterschaften und Olympischen Winterspielen

### Olympische Spiele
- 2010 Vancouver: 13. Platz Snowboardcross

### Snowboard-Weltmeisterschaften
- 2011 La Molina: 6. Platz Snowboardcross
- 2013 Stoneham: 29. Platz Snowboardcross

## Weltcup-Gesamtplatzierungen
| Saison  | Gesamt | Gesamt | Snowboardcross | Snowboardcross |
| Saison  | Punkte | Platz  | Punkte         | Platz          |
| ------- | ------ | ------ | -------------- | -------------- |
| 2008/09 | 165    | 127.   | 165            | 38.            |
| 2009/10 | 1030   | 53.    | 1030           | 15.            |
| 2010/11 | -      | -      | 880            | 18.            |
| 2011/12 | -      | -      | 1360           | 12.            |
| 2012/13 | -      | -      | 1080           | 19.            |
| 2013/14 | -      | -      | 650            | 21.            |